# Branchinella alachua
Branchinella alachua é uma espécie de crustáceo da família Thamnocephalidae.
É endémica dos Estados Unidos da América. 